# Pristimantis imthurni
Espèce
Pristimantis imthurni est une espèce d'amphibiens de la famille des Craugastoridae.

## Distribution
Cette espèce est endémique de l'État de Bolívar au Venezuela. Elle se rencontre à environ 2 471 m d'altitude sur le tepuy Ptari.

## Description
Le mâle holotype observé lors de la description originale mesure 22,9 mm.

## Étymologie
Cette espèce est nommée en l'honneur de Everard im Thurn.

## Publication originale
- Kok, 2013 : Two new charismatic Pristimantis species (Anura: Craugastoridae) from the tepuis of The Lost World (Pantepui region, South America). European Journal of Taxonomy, no 60, p. 1-24 (texte intégral).